# Hypobapta
Hypobapta is een geslacht van vlinders van de familie spanners (Geometridae), uit de onderfamilie Geometrinae.

## Soorten
- H. barnardi Goldfinch, 1929
- H. diffundens Lucas, 1891
- H. percomptaria Guenée, 1857
- H. xenomorpha Lower, 1915